# Moussa Wagué
Moussa Wagué (Bignona, Senegal, 4 de octubre de 1998) es un futbolista senegalés que juega como defensa para el Panserraikos de la Superliga de Grecia.

## Trayectoria
Formado en la Aspire Academy, en octubre de 2016 fichó por el K. A. S. Eupen belga tras cumplir los 18 años de edad.
En agosto de 2018 fichó por el F. C. Barcelona para jugar en su filial. En su primera temporada en la entidad azulgrana llegó a debutar con el primer equipo. Lo hizo el 13 de abril de 2019 en el partido de la Primera División ante la S. D. Huesca. Justo un año después de su llegada fue confirmado como miembro de la primera plantilla. Sin embargo, dispuso de pocos minutos de juego y el 31 de enero de 2020 fue prestado al O. G. C. Niza hasta final de temporada, guardándose el equipo francés una opción de compra de 10 millones de euros. Esta no se hizo efectiva y en septiembre del mismo año fue cedido al PAOK de Salónica F. C. El 13 de diciembre, en un encuentro ante el Aris de Salónica, sufrió una lesión que le haría perderse lo que restaba de temporada, regresando a Barcelona para ser operado y realizar la recuperación, siendo el tiempo previsto de baja de nueve meses.
Después de casi dos años sin jugar, el 18 de julio de 2022 el H. N. K. Gorica anunció su llegada como cedido para la temporada 2022-23. Al día siguiente el F. C. Barcelona informó que se trataba de un traspaso y que se guardaba un porcentaje de una futura venta a otro equipo. Esta etapa en Croacia terminó en febrero tras llegar a un acuerdo para rescindir su contrato. Desde entonces estuvo sin equipo hasta que en junio se unió al Anorthosis Famagusta, club que le rescindió el contrato al inicio de la campaña 2024-25 al no presentarse a unas pruebas médicas. El siguiente mese de septiembre regresó a Grecia y firmó por el Panserraikos hasta 2026.

## Selección nacional
Tras jugar siete partidos en la selección de fútbol sub-20 de Senegal, finalmente el 23 de marzo de 2017 hizo su debut con la selección absoluta en un partido amistoso contra Nigeria que finalizó con un resultado de empate a uno tras los goles de Kelechi Iheanacho por parte de Nigeria, y de Moussa Sow para Senegal. Además jugó tres partidos de la clasificación para la Copa Mundial de Fútbol de 2018.

### Participaciones en Copas del Mundo
| Mundial                        | Sede  | Resultado    | Partidos | Goles |
| ------------------------------ | ----- | ------------ | -------- | ----- |
| Copa Mundial de Fútbol de 2018 | Rusia | Primera fase | 3        | 1     |

### Goles internacionales
| #  | Fecha               | Lugar                                     | Oponente | Gol | Resultado | Competición                    |
| -- | ------------------- | ----------------------------------------- | -------- | --- | --------- | ------------------------------ |
| 1. | 24 de junio de 2018 | Ekaterimburgo Arena, Ekaterimburgo, Rusia | Japón    | 2–1 | 2–2       | Copa Mundial de Fútbol de 2018 |

## Estadísticas

### Clubes
| Club                            | Div.          | Temporada     | Liga  | Liga  | Copas nacionales | Copas nacionales | Torneos internacionales | Torneos internacionales | Total | Total | Media goleadora |
| Club                            | Div.          | Temporada     | Part. | Goles | Part.            | Goles            | Part.                   | Goles                   | Part. | Goles | Media goleadora |
| ------------------------------- | ------------- | ------------- | ----- | ----- | ---------------- | ---------------- | ----------------------- | ----------------------- | ----- | ----- | --------------- |
| K. A. S. Eupen · Bélgica        | 1.ª           | 2016-17       | 14    | 1     | 1                | 0                | —                       | —                       | 15    | 1     | 0,06            |
| K. A. S. Eupen · Bélgica        | 1.ª           | 2017-18       | 26    | 0     | 2                | 0                | —                       | —                       | 28    | 0     | 0               |
| K. A. S. Eupen · Bélgica        | Total club    | Total club    | 40    | 1     | 3                | 0                | 0                       | 0                       | 43    | 1     | 0,02            |
| F. C. Barcelona "B" · España    | 2.ª B         | 2018-19       | 20    | 2     | —                | —                | —                       | —                       | 20    | 2     | 0,1             |
| F. C. Barcelona "B" · España    | Total club    | Total club    | 20    | 2     | 0                | 0                | 0                       | 0                       | 20    | 2     | 0,1             |
| F. C. Barcelona · España        | 1.ª           | 2018-19       | 3     | 0     | 0                | 0                | 0                       | 0                       | 3     | 0     | 0               |
| F. C. Barcelona · España        | 1.ª           | 2019-20       | 1     | 0     | 0                | 0                | 2                       | 0                       | 3     | 0     | 0               |
| F. C. Barcelona · España        | Total club    | Total club    | 4     | 0     | 0                | 0                | 2                       | 0                       | 6     | 0     | 0               |
| O. G. C. Niza Francia           | 1.ª           | 2019-20       | 5     | 0     | —                | —                | —                       | —                       | 5     | 0     | 0               |
| O. G. C. Niza Francia           | Total club    | Total club    | 5     | 0     | 0                | 0                | 0                       | 0                       | 5     | 0     | 0               |
| PAOK de Salónica F. C. · Grecia | 1.ª           | 2020-21       | 7     | 0     | 0                | 0                | 5                       | 0                       | 12    | 0     | 0               |
| PAOK de Salónica F. C. · Grecia | Total club    | Total club    | 7     | 0     | 0                | 0                | 5                       | 0                       | 12    | 0     | 0               |
| H. N. K. Gorica · Croacia       | 1.ª           | 2022-23       | 13    | 0     | 1                | 0                | ―                       | ―                       | 14    | 0     | 0               |
| H. N. K. Gorica · Croacia       | Total club    | Total club    | 13    | 0     | 1                | 0                | 0                       | 0                       | 14    | 0     | 0               |
| Anorthosis Famagusta Chipre     | 1.ª           | 2023-24       | 28    | 0     | 1                | 0                | ―                       | ―                       | 29    | 0     | 0               |
| Anorthosis Famagusta Chipre     | Total club    | Total club    | 28    | 0     | 1                | 0                | 0                       | 0                       | 29    | 0     | 0               |
| Panserraikos · Grecia           | 1.ª           | 2024-25       | 6     | 0     | 2                | 0                | ―                       | ―                       | 8     | 0     | 0               |
| Panserraikos · Grecia           | Total club    | Total club    | 6     | 0     | 2                | 0                | 0                       | 0                       | 8     | 0     | 0               |
| Total carrera                   | Total carrera | Total carrera | 123   | 3     | 7                | 0                | 7                       | 0                       | 137   | 3     | 0,03            |
| 1. 2.                           |               |               |       |       |                  |                  |                         |                         |       |       |                 |

## Palmarés

### Campeonatos nacionales
| Título         | Club                   | País   | Año  |
| -------------- | ---------------------- | ------ | ---- |
| LaLiga         | F. C. Barcelona        | España | 2019 |
| Copa de Grecia | PAOK de Salónica F. C. | Grecia | 2021 |